# Li Wenquan
Li Wenquan (n. 18 ianuarie 1986, Nanping⁠(d), Republica Populară Chineză) este un arcaș ce a reprezentat Republica Populară Chineză, medaliat olimpic. A participat la o ediție a Jocurilor Olimpice (2008) în care a câștigat o medalie de bronz.